# 283 Emma
283 Emma este un asteroid din centura principală, descoperit pe 8 februarie 1889, de Auguste Charlois.